# NGC 986
NGC 986 est une galaxie spirale barrée située dans la constellation du Fourneau. NGC 986 a été découverte par l'astronome écossais James Dunlop en 1886.

## Caractéristiques
Sa vitesse par rapport au fond diffus cosmologique est de 1 820 ± 12 km/s, ce qui correspond à une distance de Hubble de 26,9 ± 1,9 Mpc (∼87,7 millions d'al).
À ce jour, six mesures non basées sur le décalage vers le rouge (redshift) donnent une distance de 9,073 ± 7,334 Mpc (∼29,6 millions d'al), ce qui est nettement à l'extérieur des valeurs de la distance de Hubble.
La classe de luminosité de NGC 986 est I-II et elle présente une large raie HI. Elle renferme également des régions d'hydrogène ionisé. La luminosité de la galaxie de NGC 986 dans l'infrarouge lointain (de 40 à 400 µm)  est égale à 4,57 × 1010 {\displaystyle L_{\odot }} (1010,66{\displaystyle L_{\odot }}) et sa luminosité totale dans l'infrarouge (de 8 à 1 000 µm) est de 6,03 × 1010 {\displaystyle L_{\odot }} (1011,78{\displaystyle L_{\odot }}).

## Supernova
La supernova SN 2012hc a été découverte dans NGC 986 le 10 novembre 2012 dans le cadre du programme de recherche de supernovas CHASE (CHilean Automatic Supernova sEarch) de l'université du Chili. Cette supernova était de type II. 

## Galerie

NGC 986 par le télescope spatial Hubble. (ESA/Hubble & NASA)
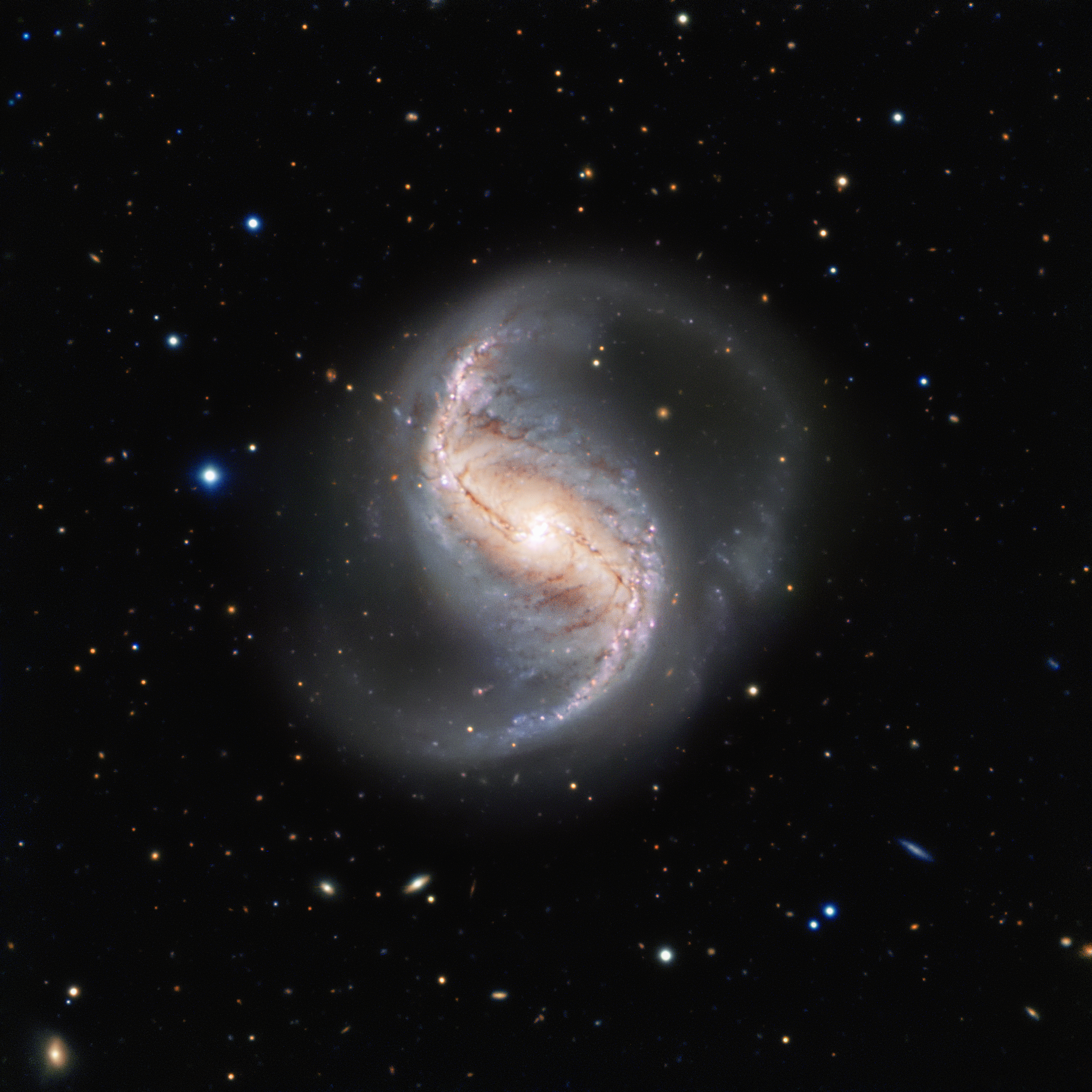
NGC 986 par le VLT (ESO)
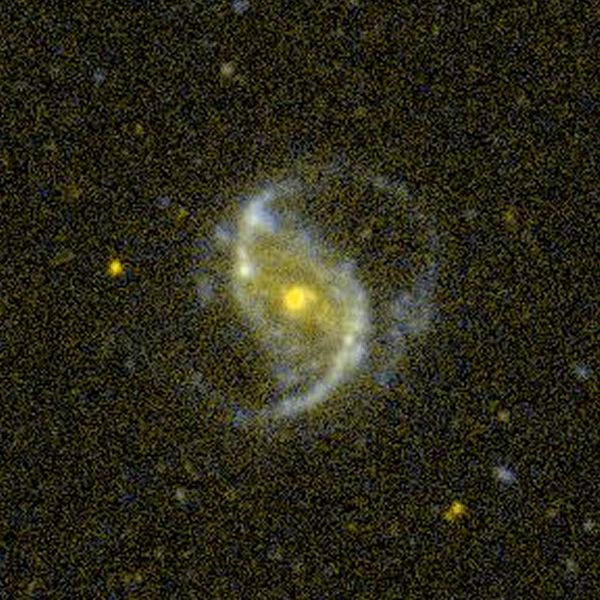
NGC 986 dans le domaine de l'ultraviolet par GALEX.